# Fuentegelmes

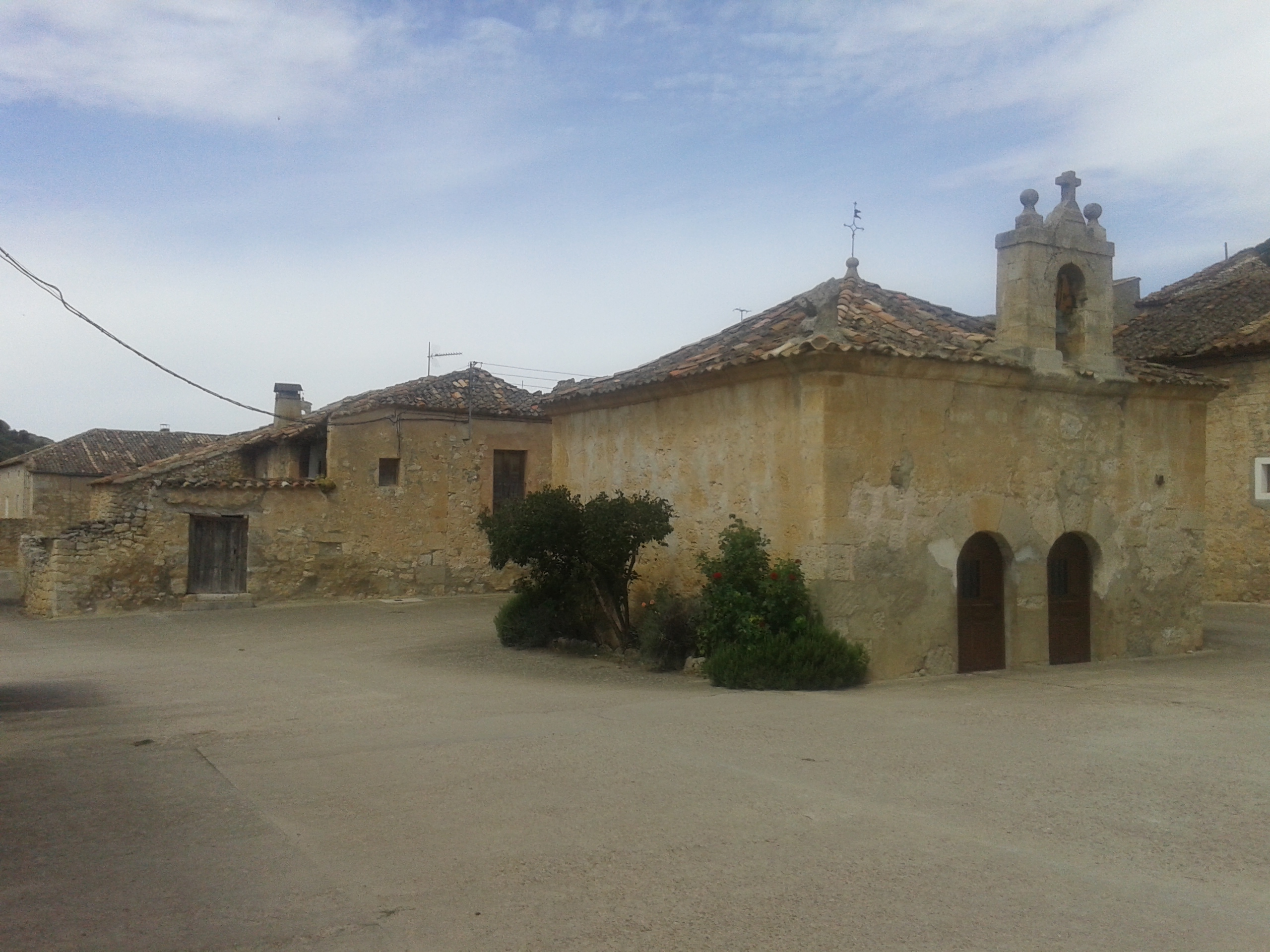
Plaza y ermita de la Soledad

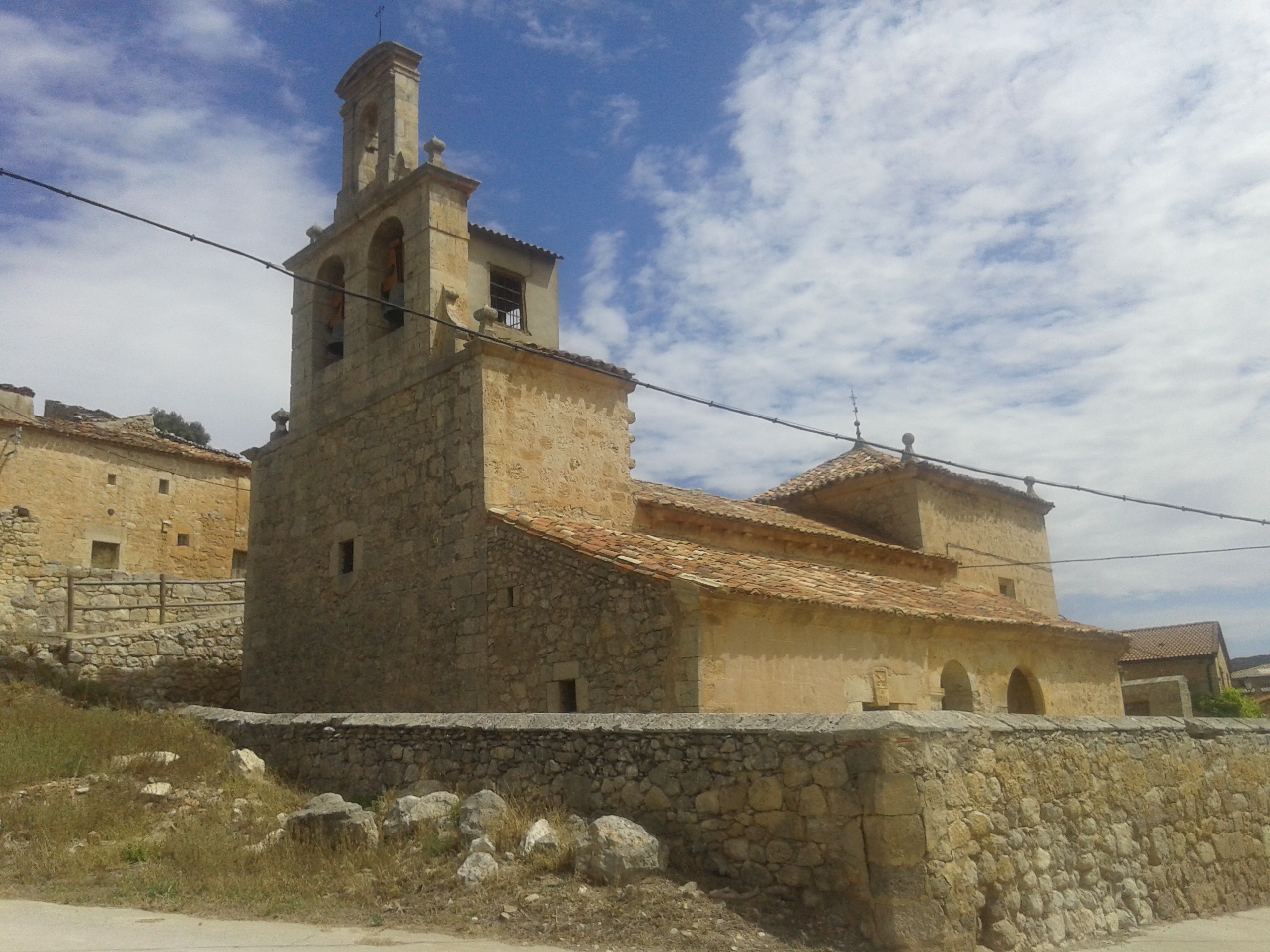
Iglesia de Nuestra Señora de la Asunción

Fuentegelmes es una localidad de la provincia de Soria, partido judicial de Almazán ,  Comunidad Autónoma de Castilla y León, España. Pueblo de la comarca de Almazán que pertenece al municipio de Villasayas.

## Historia
El censo de Pecheros de 1528, en el que no se contaban eclesiásticos, hidalgos y nobles, registraba la existencia 25 pecheros, es decir unidades familiares que pagaban impuestos. En el documento original aparece como Fuentes Yermes.
Lugar que durante la Edad Media perteneció a la Comunidad de Villa y Tierra de Almazán formando parte del Sexmo de Cobertelada.
A la caída del Antiguo Régimen la localidad se constituye en municipio constitucional, entonces conocido como Fuentegelmes en la región de Castilla la Vieja, partido de Almazán que en el censo de 1842 contaba con 39 hogares y 158 vecinos.
A finales del siglo XX desaparece el municipio porque se integra en Villasayas.

## Geografía humana

### Demografía
| Gráfica de evolución demográfica de Fuentegelmes entre 1842 y 1960 |
| |
| Población de derecho según los censos de población del INE Población de hecho según los censos de población del INEEntre el censo de 1970 y el anterior, este municipio desaparece porque se integra en el municipio 42212 (Villasayas) |

En el año 2000 contaba con 31 habitantes, concentrados en el núcleo principal pasando a 25 en 2014.
ç

## Lugares de interés
- Iglesia de Nuestra Señora de la Asunción, de estilo románico y con reformas en el siglo XVIII.
- Ermita de la Soledad.
- Restos de un fuerte, con torreón y aljibe. Se cree, por la similitud entre topónimos, que aquí estuvo el castillo de Güermes, del que hablan las crónicas, y que fue destruido en 1059. En la linde con Bordecorex, a la derecha junto al camino, hay una atalaya medieval arruinada a la que llaman Torrevicente.

## Fiestas
- Santa Bárbara, Patrona de la localidad, 4 de diciembre. Se celebra por proximidad durante el Puente de la Constitución

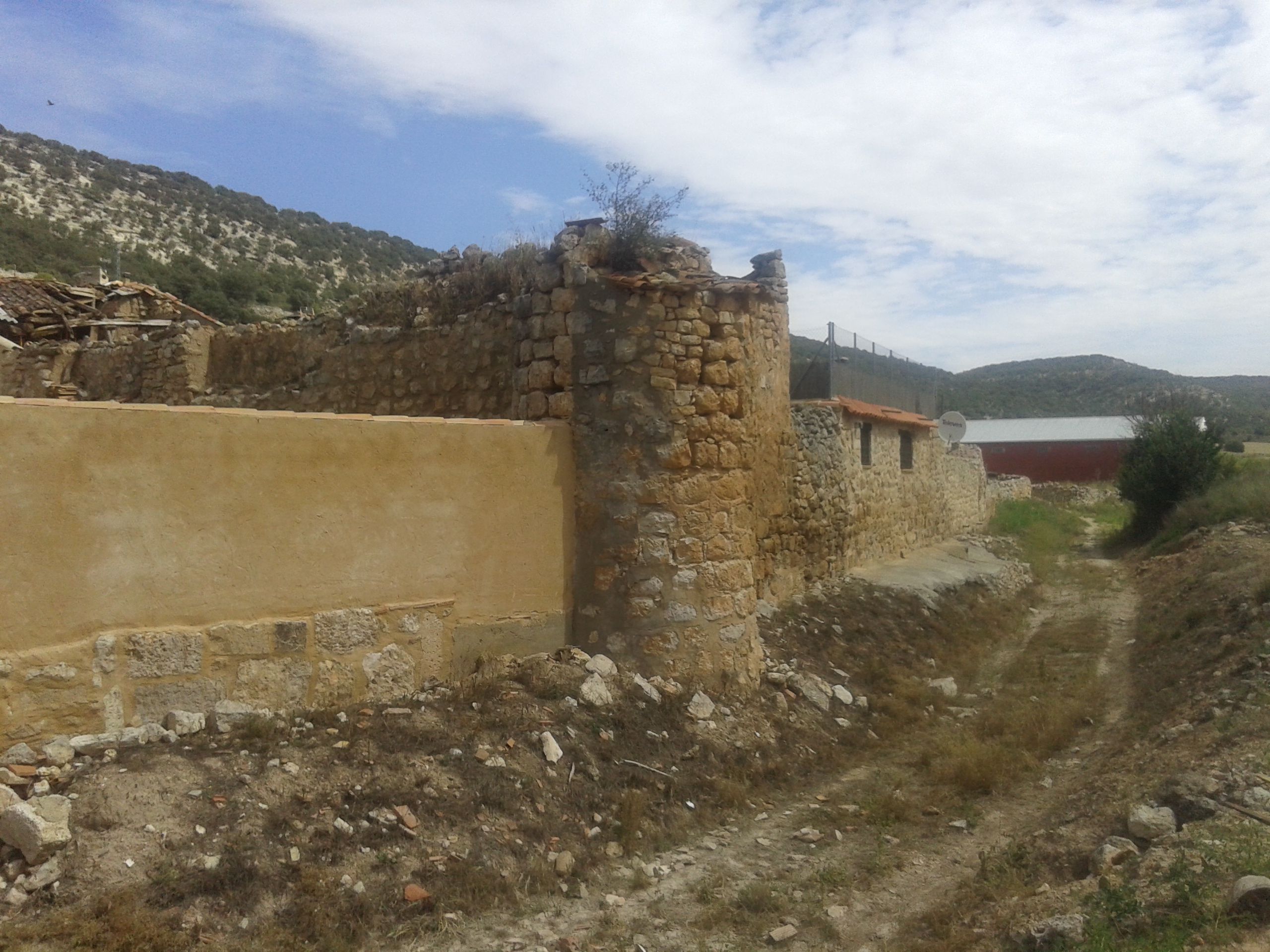
Muralla y torreón.